# لاگاتوری
لاگاتوری (به لاتین: Lagatori) یک منطقهٔ مسکونی در مونته‌نگرو است که در شهرداری پتنیکا واقع شده‌است. لاگاتوری ۴۸۲ نفر جمعیت دارد.